# The Stratton Story
The Stratton Story is een Amerikaanse film uit 1949 onder regie van Sam Wood. De film vertelt het verhaal van honkballer Monty Stratton. Destijds werd het in Nederland uitgebracht onder de titel Als Mannen Willen.

## Verhaal
Het verhaal van de uit Texas afkomstige Monty Stratton, die zich aansluit bij het honkbalteam Wagner Wild Cats. In zijn vrije tijd biedt hij zijn familie een helpende hand op de familieboerderij. De voormalige achtervanger Barney Wile merkt zijn sporttalenten op en vertelt hem dat hij, mits hij de goede training krijgt, een van de grootste honkbalspelers ter wereld kan worden. Gedurende de winter wordt Monty getraind door Barney en hij regelt vervolgens een ontmoeting met Jimmy Dykes, de manager van de Chicago White Sox.
Jimmy is onder de indruk van Monty's snelheid en nauwkeurigheid, maar twijfelt nog of hij voor het team mag spelen. Hij geeft hem een kans en biedt hem uiteindelijk een plaats aan in het team. Monty wordt overweldigd met het leven in een grote stad, maar laat zich door teamspeler Eddie Dibson overtuigen mee te gaan naar een dubbeldate. Hij wordt gekoppeld aan Ethel, een aantrekkelijke vrouw op wie Eddie ook een oogje krijgt. Hij gooit zijn charmes in de strijd om Monty's date te imponeren, maar zij geeft de voorkeur aan haar date.
Ondertussen gaat het goed met zijn carrière. Na een seizoen op de banken als reservespeler te hebben gezeten, krijgt Monty eindelijk de kans zichzelf te bewijzen. Hij wordt echter ingemaakt door zijn tegenstanders, de New York Yankees. Ethel wil dolgraag met hem trouwen, maar hij wil eerst een aantal hoogtepunten halen bij het honkballen voordat hij settelt. Hij wint een aantal wedstrijden in Omaha en wordt beschouwd als een van de beste spelers van de White Sox. Niet veel later trouwt hij met Ethel. Over de jaren heen wint hij wedstrijden aan de lopende band en zet enkele records neer. Ondertussen bevalt zijn vrouw van een zoontje, die naar zijn vader wordt vernoemd.
Ondanks zijn succes als honkbalspeler is Ethel erg bezorgd om haar man. De sport eist alle tijd van Monty op, waardoor hij nauwelijks tijd met zijn vrouw doorbrengt. Een aantal maanden gaan voorbij als hij op een dag per ongeluk de trekker van een geweer laat afgaan en zichzelf in zijn been schiet. Als Ethel hem aantreft is het al te laat; zijn been zal worden geamputeerd. Monty verliest zijn levenslust en doet maandenlang niets anders dan bitter voor zich uit kijken. Ethel weet niet wat ze moet doen en besluit haar man te steunen. Wanneer hij zijn zoon zijn eerste stappen ziet zetten, realiseert hij zich dat hij lang genoeg zelfmedelijden heeft gehad.
Monty leert te lopen met een kunstbeen en ontdekt dat zijn vrouw zal bevallen van nog een kind. Hierna overtuigt hij zijn trainer hem weer een plek te geven in het team. Zijn teamleden weten niet goed hoe ze hem moeten behandelen en kunnen hun ogen niet geloven als Monty met veel moeite een wedstrijd wint. Gedurende de rest van zijn carrière behaalt Monty het ene succes na het andere, ondanks zijn afwijking.

## Rolverdeling
| Acteur          | Personage      |
| --------------- | -------------- |
| James Stewart   | Monty Stratton |
| June Allyson    | Ethel          |
| Frank Morgan    | Barney White   |
| Agnes Moorehead | Ma Stratton    |
| Bill Williams   | Eddie Dibson   |
| Bruce Cowling   | Ted Lyons      |
| Cliff Clark     | Josh Higgins   |
| Mary Lawrence   | Dot            |
| Dean White      | Luke Appling   |
| Robert Gist     | Earnie         |

## Achtergrond
In februari 1948 werd aangekondigd dat er een biografische film over de honkbalspeler gemaakt zou worden, met Roy Rowland als regisseur. Al in december 1947 werd vermoed dat Gregory Peck de hoofdrol zou spelen, maar het is niet bekend of hij de rol ook daadwerkelijk aangeboden heeft gekregen. In maart 1948 kreeg Van Johnson de hoofdrol, maar hij trok zich al snel terug. Hij was in 1943 namelijk betrokken bij een ernstige auto-ongeluk en werd door zijn dokter afgeraden mee te doen aan een film die fysiek veel van hem vereiste. Vervolgens werd James Stewart gevraagd, de acteur waar Stratton al sinds het begin de voorkeur aan gaf.
Donna Reed werd lang overwogen voor de vrouwelijke hoofdrol. Toen Stewart een rol kreeg, besloten de makers haar niet te vragen. De actrice werkte namelijk eerder met hem aan It's a Wonderful Life (1946) en hoewel de film de geschiedenisboeken in ging, was het destijds geen succes. De makers vreesden ervoor dat ook deze film zou falen als ze opnieuw naast elkaar te zien waren. Stewart nam de rol zeer serieus en bracht maandenlang zijn tijd met Stratton door. Ook probeerde hij in topvorm te komen om geloofwaardig over te komen als sporter.
Na de uitbrengst werd de film een groot succes en tegenwoordig wordt het beschouwd als een van de beste biografische films over sporters. Het won een Oscar en twee Photoplay Awards.